# Mikie Sherrill
Rebecca Michelle "Mikie" Sherrill (Alexandria, 19 de enero de 1972) es una política, ex aviadora de la Marina, abogada y exfiscal federal estadounidense que se desempeña como miembro de la Cámara de Representantes de los Estados Unidos por el 11.º distrito congresional de Nueva Jersey desde 2019. El distrito incluye una franja de áreas suburbanas y exurbanas al oeste de la ciudad de Nueva York. Miembro del Partido Demócrata, Sherrill fue elegida el 6 de noviembre de 2018. Fue reelegida en 2020 por un margen ligeramente más estrecho y reelegida en 2022 y 2024 por amplios márgenes. Actualmente, es la candidata demócrata para gobernadora de Nueva Jersey.

## Primeros años y educación
Sherrill nació en Alexandria, Virginia. Creció en varios lugares de la costa este de los Estados Unidos debido al trabajo de su padre.
Sherrill se graduó de South Lakes High School en Reston, Virginia. En 1994, obtuvo su licenciatura en la Academia Naval de los Estados Unidos en Annapolis. En 2003, Sherrill recibió una maestría en historia internacional y mundial de la London School of Economics. En 2004, recibió un certificado en lengua árabe de la Universidad Americana de El Cairo. En 2007, Sherrill obtuvo un Doctorado en Derecho en el Centro de Derecho de la Universidad de Georgetown.

## Carrera militar
Inspirada por su abuelo, que sirvió como piloto en la Segunda Guerra Mundial, Sherrill quiso ser piloto desde muy joven. Ella estaba entre las graduadas de la escuela de vuelo de la primera clase de mujeres elegibles para la asignación directa para volar aviones de combate. Después de graduarse de la Academia Naval en 1994, Sherrill completó más de un año de entrenamiento de vuelo, fue designado como aviador naval después de graduarse del programa de entrenamiento avanzado de alas rotatorias en NAS Whiting Field, Florida, y se convirtió en piloto de helicóptero de la Marina volando el H-3 Sea King. Sherrill realizó misiones por toda Europa y Oriente Medio. En 2000, estuvo destinada en la Estación Aérea Naval de Corpus Christi, Texas.
Tras su primera misión operativa en el mar en un escuadrón aéreo, Sherrill fue una oficial de política rusa asignada al entonces Cuartel General, Comandante en Jefe, de las Fuerzas Navales de los EE. UU. en Europa (CINCUSNAVEUR).
Sherrill sirvió en servicio activo en la Marina de los Estados Unidos durante nueve años, los últimos cinco con el rango de teniente. En 2003, Sherrill fue nominado para un ascenso al rango de teniente comandante. Dejó la Marina en 2003 antes de obtener un ascenso al rango de teniente comandante. 

## Carrera de derecho
En el verano de 2007, mientras obtenía su título de Juris Doctor en el Centro de Derecho de la Universidad de Georgetown, Sherrill fue asociada de verano en Kirkland &amp; Ellis. Después de graduarse del Centro de Derecho de la Universidad de Georgetown, Sherrill regresó a la oficina de Kirkland & Ellis en la ciudad de Nueva York, donde trabajó en el departamento de litigios de 2008 a 2011.
Después de dejar Kirkland & Ellis, Sherrill se unió a la Fiscalía de los Estados Unidos como coordinadora de extensión y reingreso. En 2015, Sherrill se convirtió en fiscal federal adjunta para el distrito de Nueva Jersey, trabajando bajo la supervisión del fiscal federal Paul Fishman.  Dejó ese cargo en 2016. En ese momento, planeaba dedicarse al campo de la reforma de la justicia penal.

## Cámara de Representantes de Estados Unidos

### Elecciones

#### 2018
El 6 de noviembre, Sherrill derrotó al republicano Jay Webber con el 56,8% de los votos frente al 42,1% de Webber. La elección marcó el cambio más grande en la participación partidista en el voto en el ciclo de 2018, con una variación de 33 puntos porcentuales desde un margen republicano de 19 puntos en 2016 a uno demócrata de 15 puntos en 2018. Sherrill es la primera demócrata que gana este escaño desde que Joseph Minish, quien ocupó el cargo durante 16 mandatos, fue derrotado en 1984 después de que el distrito fuera redefinido para ser más republicano. Fue la primera demócrata desde la derrota de Minish en ganar más del 40% de los votos del distrito.

#### 2020
Sherrill tuvo una carrera más reñida por la reelección en 2020, derrotando a la abogada fiscal republicana Rosemary Becchi con el 53,3% de los votos frente al 46,7%. Ese año, Joe Biden se convirtió en el primer candidato presidencial demócrata en ganar el distrito 11 desde que asumió su configuración actual en 1984, llevándose el distrito con el 52,7% de los votos.

#### 2022
Con la redistribución de distritos después del censo de 2020, el distrito 11 se volvió un poco más amigable para Sherrill. Fue empujado más hacia el condado de Essex mientras perdía su parte del condado de Sussex, fuertemente republicano. Si el distrito hubiera existido en 2020, Biden lo habría ganado con el 58 por ciento de los votos. Sherrill ganó por un margen mucho más amplio que en 2020, derrotando al republicano Paul DeGroot con el 59% de los votos frente al 40,2%.

#### 2024
En 2024, Sherrill ganó fácilmente las primarias demócratas contra el consultor inmobiliario Mark De Lotto con el 93,6% de los votos. En las elecciones generales de noviembre, Sherrill fue reelegida con el 56,5% de los votos frente al inspector de construcción de Belleville, Joseph Belnome. Sherrill superó a los candidatos concurrentes del Partido Demócrata a la presidencia y al Senado, ya que Kamala Harris solo obtuvo el 53% de los votos del distrito, mientras que Andy Kim obtuvo el 54%. El New Jersey Globe atribuyó en parte la impopularidad política de Belnome a su asistencia al ataque al Capitolio de los Estados Unidos el 6 de enero.

## Vida personal
Sherrill está casada con Jason Hedberg, un compañero de clase y graduado de la Academia Naval de los Estados Unidos, quien sirvió como oficial de inteligencia la Marina de los Estados Unidos. La pareja vive en Montclair con sus cuatro hijos desde 2010.
Sherrill es católica romana.